# Un Argentino en New York (colonna sonora)
Un Argentino en New York - Banda de Sonido Original de la Película è la colonna sonora del film Un argentino en New York di Juan José Jusid. È un album pubblicato nel 1998 dall'etichetta discografica BMG Ariola Argentina.

## Tracce
1. Que si, que si – 3:01 (Fernando López Rossi, Pablo Durand)
2. Caminos – 3:04 (Fernando López Rossi, Pablo Durand)
3. Welcome to New York – 1:28 (Federico Jusid)
4. Espiando a Vero – 1:04 (Federico Jusid)
5. Magic Show – 1:10 (Federico Jusid)
6. American Football – 0:44 (Federico Jusid)
7. Carta a Nueva York – 1:02 (Federico Jusid)
8. Ana – 0:52 (Federico Jusid)
9. Encuentro en Central Park – 3:04 (Federico Jusid)
10. Camino al hospital – 0:23 (Federico Jusid)
11. Chinatown by Night – 1:33 (Federico Jusid)
12. Streap-Bar – 1:30 (Federico Jusid)
13. L'infierno – 1:16 (Federico Jusid)
14. Final en J.F.K. – 6:27 (Federico Jusid)
15. Que si, que si (Long Intro Version) – 3:10 (Fernando López Rossi, Pablo Durand)

Note
Tracce 1, 2 e 15 sono interpretato da Natalia Oreiro.

## Distribuzione
| Regione        | Data      | Etichetta            |
| -------------- | --------- | -------------------- |
| 21 maggio 1998 | Argentina | BMG Ariola Argentina |
| estate 2002    | Russia    | Sony BMG Russia      |